# Dinizia jueirana-facao
Espèce
Dinizia jueirana-facao est une espèce de plantes à fleurs dicotylédones de la famille des Fabaceae, sous-famille des Mimosoideae. C'est un arbre originaire du Brésil.

## Description
Il a été identifié en 2017 dans l'État d'Espírito Santo au Brésil. Ce sont des arbres géants, émergents du couvert forestier.
C'est la deuxième espèce décrite du genre Dinizia, qui était considéré depuis sa création en 1922 comme un genre monospécifique. Le genre Dinizia a été récemment (2008-2017) reclassé dans la sous-famille des Caesalpinioideae.
Cette espèce, dont on ne connaît que 25 spécimens, est considérée en danger critique d'extinction selon les critères de conservation de l'Union internationale pour la conservation de la nature (UICN).
C'est un grand arbre pouvant atteindre 40 mètres de haut. Ses gousses ressemblent à des fourreaux de machette (en portugais : facão).